# Diana García Orrego
Diana María García Orrego (Barbosa, departament d'Antioquia, 17 de març de 1982) és unadestacada ciclista colombiana especialitzada en el ciclisme en pista. Ha guanyat nombroses medalles als que va ser campiona sud-americana a Jocs Sud-americans, als Jocs Centreamericans i del Carib, als Jocs Panamericans i als Campionats Panamericans en pista

## Palmarès
- 2004
  - 1a als Campionats Panamericans en Keirin
- 2005
  - 1a als Campionats Panamericans en Velocitat
- 2006
  - Medalla d'or als Jocs Centreamericans i del Carib en 500 metres contrarellotge
  - 1a als Campionats Panamericans en Velocitat
- 2007
  - Medalla d'or als Jocs Panamericans en Velocitat
- 2008
  - 1a als Campionats Panamericans en 500 metres contrarellotge
  - 1a als Campionats Panamericans en Keirin
  - 1a als Campionats Panamericans en Velocitat
  - 1a als Campionats Panamericans en Velocitat per equips (amb Maritza Ceballos)
- 2009
  - 1a als Campionats Panamericans en Velocitat per equips (amb Sol Roa)
- 2006
  - Medalla d'or als Jocs Centreamericans i del Carib en scratch
  - Medalla d'or als Jocs Sud-americans en velocitat
  - Medalla d'or als Jocs Sud-americans en velocitat per equips
  - Medalla d'or als Jocs Sud-americans en 500 metres contrarellotge
  - Medalla d'or als Jocs Sud-americans en keirin
- 2011
  - 1a als Campionats Panamericans en Velocitat per equips (amb Juliana Gaviria)
- 2014
  - 1a als Campionats Panamericans en Velocitat per equips (amb Juliana Gaviria)